# Calidris falcinellus

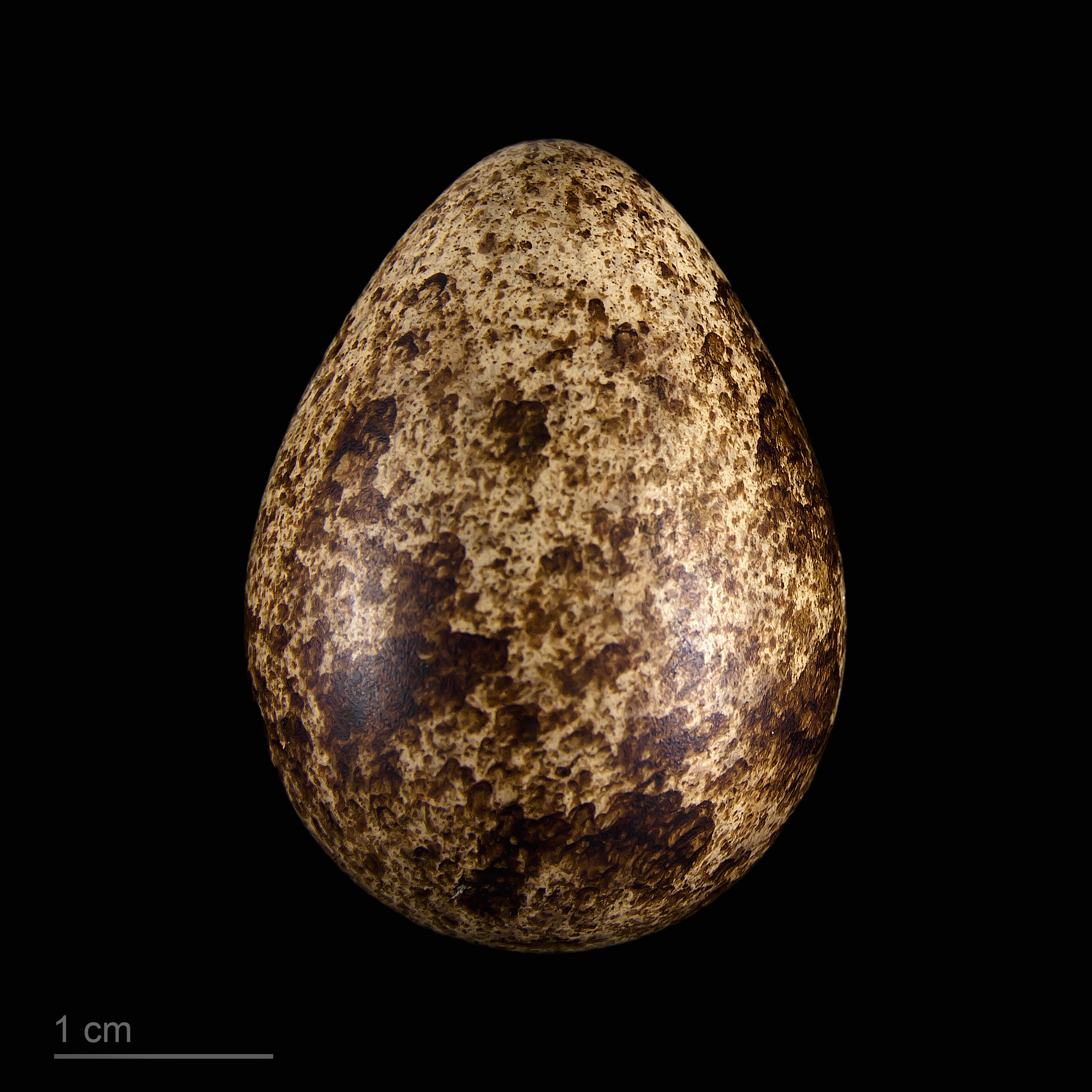
Limicola falcinellus falcinellus

Il gambecchio frullino (Calidris falcinellus, (Pontoppidan, 1763)) è un uccello della famiglia degli Scolopacidae, appartenente al genere Calidris.

## Distribuzione e habitat
Questo uccello vive in tutta l'Asia e in tutta Europa (Italia compresa), in Australia, in Alaska, in Mali, Namibia, Sudafrica e nell'Africa occidentale e settentrionale. È di passo in Gran Bretagna, Belgio, Paesi Bassi, Portogallo e Islanda, in Nuova Zelanda, Camerun e Nigeria.

## Tassonomia
Il gambecchio frullino è classificato dal Congresso Ornitologico Internazionale (IOC) come appartenente al genere Calidris Merrem, 1804, in passato era però considerato come specie monofiletica del genere Limicola Koch, 1816, con il nome scientifico di Limicola falcinellus.
Il gambecchio frullino ha due sottospecie:
- Calidris falcinellus falcinellus (Pontoppidan, 1763) - sottospecie nominante, diffusa dall'Europa settentrionale ella Siberia nord-occidentale;
- Calidris falcinellus sibirica (Dresser, 1876) - sottospecie diffusa nella Siberia nord-orientale.